# Conceição do Castelo
Conceição do Castelo – miasto i gmina w Brazylii, w stanie Espírito Santo. Znajduje się w mezoregionie Central Espírito-Santense i mikroregionie Afonso Cláudio.